# Вела Рубио, Ана
Ана Мария Вела Рубио (исп. Ana María Vela Rubio; 29 октября 1901, Пуэнте-Хениль — 15 декабря 2017, Барселона) — испанская долгожительница; до 21 апреля 2023 года старейший человек, когда-либо живший в Испании. С 15 апреля 2017 года по 15 декабря 2017 года являлась старейшим живущим человеком в Европе.

## Биография
Ана Мария родилась 29 октября 1901 года в городе Пуэнте-Хениль на юге Испании. Получила начальное образование, затем устроилась на работу в ателье. Первую дочь Ана родила в 1928 году. Всего у неё было четверо детей, двое из которых были живы на момент смерти Аны. Также у Аны было четверо внуков и несколько правнуков. Она никогда не была замужем за своим мужчиной, несмотря на то, что у них были общие дети.
В 40-х годах XX века переехала в Каталонию.
Со 103 лет жила в доме престарелых La Verneda. На момент переезда она уже передвигалась с помощью инвалидной коляски. Умерла 15 декабря 2017 года.

## Рекорды долголетия
- С 19 января 2016 года по 20 апреля 2023 года являлась старейшим жителем Испании в истории.
- 15 апреля 2017 года стала старейшей жительницей Европы среди ныне живущих.
- 8 июля 2017 года вошла в двадцатку старейших верифицированных людей в истории.
- 15 сентября 2017 года стала 3-м старейшим живущим человеком в мире.
- 29 октября 2017 года стала 18-м человеком в истории, достигшим 116-летнего возраста.
- 24 ноября 2017 года заняла 17-е место среди старейших верифицированных людей в мире.